# 古沢平作
古澤 平作（こさわ へいさく、1897年7月16日 - 1968年10月5日）は、日本の医学者、精神科医。東北帝国大学助教授。
日本に精神分析の技法を導入し日本独自の精神分析学を開拓し、力動的な臨床精神医学の基礎をつくることに貢献した。アカデミズムの世界に精神分析学をはじめて導入したのは東北帝大教授であった丸井清泰(1886‐1953)であったとされるが、正統的精神分析療法を習得しこれを広めたのは，丸井の門下であった古沢平作であった。

## 経歴
神奈川県厚木生まれ。旧制第二高等学校、東北帝国大学医学部を卒業。この頃、白内障で二年間の闘病生活を強いられ、右目を失明する。同精神科の丸井清泰の下で助教授を務めたが、丸井と衝突し、1932年-33年にかけてウィーン精神分析研究所に留学、ジークムント・フロイトに学ぶとともに、ステルバ(R.Sterba)の教育分析とフェダーンの指導を受けた。フロイトにドイツ語で論文『罪悪感の二種』を提出した。同論文で古澤は母子関係にひそむ阿闍世コンプレックスの原型を暗示した。1933年に博士論文「精神乖離症幻視に就て」で東北帝大医学博士。1934年精神分析クリニックを開業、1950年より日本精神分析研究会を運営、1955年日本精神分析学会を創設し初代会長となった。多くの精神分析家を育てた。

## 人物
古澤は、フロイトのエディプス･コンプレクスが父子関係を重視するのに対し早期母子関係に注目した阿闍世コンプレックス理論を唱えた。この日本独自の理論の形成にあたり古澤が下敷きにしたのは、浄土真宗の仏教者近角常観とその仏教説法の内容であった。後に小此木啓吾や土居健郎ら古澤の弟子たちによって宗教性を取り除いた形で継承された。。
森田正馬との間で論争を行った。
瀬戸内晴美を診察したことがある。
旧制二高時代、仏教道交会の寮で、黒川利雄と同室となり、以後、親しく交わり、ウィーン留学時代を共に過ごした（武田専；精神分析と仏教、1990）。

## 著作
- 博士論文：精神乖離症幻視に就て (独文)　1933
- 『精神分析学理解のために』日吉病院精神分析学研究室出版部 1958
- 『精神分析の理解のために』1～5　掲載誌 東京医事新誌 / 東京医事新誌局 [編]

## 翻訳
- 『フロイド選集 第3巻 続 精神分析入門』 日本教文社, 1953、のち改訂
- 『フロイド選集 第15巻 精神分析療法』日本教文社, 1958、のち改訂